# Đốc Tín
Đốc Tín là một xã thuộc huyện Mỹ Đức, thành phố Hà Nội, Việt Nam.

## Địa lý
Đốc Tín là một xã nằm ở phía Tây Nam huyện Mỹ Đức. Là một xã có vị trí đồng bằng rộng 3,52 Km2. Tổng cộng dân số gần 10.000 người. 
Xã có vị trí, giới hạn:
- Phía Bắc giáp với xã Hùng Tiến, Vạn Kim
- Phía Tây giáp với xã Vạn Kim
- Phía Nam giáp với xã Hương Sơn
- Phía Đông giáp với Sông Đáy nên thơ uốn lượn.

## Hành chính
Xã Đốc Tín gồm các thôn: Đốc Tín, Đốc Kính, Đốc Hậu.

## Giao thông
- Đường bộ: các tuyến tỉnh lộ 419, 978...
- Đường sông: có tuyến sông Đáy. Ngoài ra đoạn đường sông đào như Phù Đổng, Sông Con xóm 8.
- Hệ thống xe buýt: 103A chạy qua.

## Truyền thống, văn hóa
Đốc Tín là mảnh đất hiếu học với rất nhiều người con Đốc Tín đã và đang thành danh dựa trên thực lực chính chất xám của mình. Đốc Tín là nơi thành lập chi bộ đảng đầu tiên của huyện Mỹ Đức. Nơi nuôi giấu các cán bộ cao cấp như nguyên tổng bí thư Đỗ Mười....Vinh dự đón nhận xã anh hùng lực lượng vũ trang vào năm 2003.

## Kinh tế
Với vị trí không được thiên nhiên ưu đãi cũng như vị trí địa lý không đắc địa, tuy nhiên người dân Đốc Tín với kiến thức và cố gắng đưa Đốc Tín trở thành 1 trong những xã có nền kinh tế ổn định và phát triển của huyện Mỹ Đức. 